# Amnesia: Rebirth
Amnesia: Rebirth (с англ. — «Амнезия: Перерождение») — компьютерная игра в жанре survival horror, разработанная и изданная Frictional Games. Релиз игры для платформ Windows, Linux, PlayStation 4 состоялся 20 октября 2020 года и 20 октября 2022 года для Xbox One и Xbox Series X/S. Это третья игра в серии Amnesia.

## Игровой процесс
Как и предыдущие игры серии Amnesia это survival horror от первого лица. Игрок принимает на себя управление Таси Трианон, бродящей по пустынным пещерам и древним гробницам, чтобы разыскать своих спутников. Большая часть игры проходит в темноте, поэтому есть необходимость в использовании источников света. С помощью собранных спичек можно зажигать светильники, факелы и свечи на локациях; так же у героини появится масляная лампа, для которой нужно будет искать топливо. Для продвижения предлагается решать различные головоломки и читать заметки от NPC чтобы узнать больше о событиях.
Как и в первой игре, уровень страха будет постепенно расти, но здесь к этому добавляется факт мутации в гуля. Когда героиня ходит по тёмным помещениям и видит монстров, её захлёстывает ужас, вызывая визуальные и слуховые галлюцинации вместе с приступами, при которых на экране будут появляться сюрреалистичные видения. Решение головоломок, укрытие от монстров и зажигание источников света снижают уровень страха и нормализует состояние. Так как в игре нельзя сражаться, то всё, что может делать Таси, встретив сверхъестественное существо — это убежать или спрятаться от него. В отличие от первой части, в Amnesia: Rebirth персонаж формально не умирает и игра не загружает более раннее сохранение. Вместо этого, когда игрока хватают или же уровень одержимости достигает пика, Таси в бесконтрольном состоянии убегает в ближайшую безопасную зону.

## Сюжет
Действие происходит в марте 1937 года. Французский археолог Анастасия Трианон отправляется в экспедицию в колониальную Африку. После того, как самолёт терпит крушение в пустыне в Алжире, Таси просыпается в беспамятстве в салоне и обнаруживает, что все её спутники пропали без вести. Будучи преисполненной решимости найти своего мужа Салима, она преодолевает опасности, чтобы выйти на след.
Продвигаясь сквозь пещеры, героиня понимает, что каким-то образом завладела амулетом странника — устройством, которое позволяет путешествовать через так называемые просветы пространства в мёртвый инопланетный мир. В процессе блужданий она обнаруживает, что долгое отсутствие света сильно помутняет её рассудок, но при этом у тела появилась способность быстро излечиваться от ран и даже переломов. Также становится явной вторая беременность героини, родившей за несколько лет до этого дочь Элис, рано умершую от наследственной болезни. В конце концов Таси находит труп Салима, который скончался от ран, пока остальные искали помощь. Обезумевшая от отчаяния, она продолжает попытки найти остальную часть экспедиции. Выйдя из пещеры, Таси натыкается на заброшенный французский форт, весь гарнизон которого был убит неизвестной силой. По рации ей удаётся связаться с выжившим в экспедиции доктором Метциром, который поручает искать его в соседней деревне. Таси идёт вглубь крепости в поисках выхода и вскоре встречает мутировавших гулей, перемещающихся по системе лазов и туннелей и нападающих на людей. Пытаясь выбраться из форта, женщина падает в древние руины, которые когда-то принадлежали высокоразвитой, но теперь вымершей цивилизации. Объект сооружён инопланетной расой Строителей Врат, умевших пересекать миры и продлевать свою жизнь благодаря силе витае — энергетического вещества, которое они получали, массово пытая людей. Какое-то неизвестное бедствие заставило Врата в их родном мире выйти из строя, уничтожив Строителей и распространив Тень, опасную силу, которая приходит через красные опухолевидные наросты. Таси также натыкается на следы экспедиции ещё XIX века во главе с профессором Тёрстоном Гербертом, в ходе которой его помощник Даниэль нашёл и разбил деталь портала в виде кристаллической сферы, чем навлёк на себя гнев Тени. Продвигаясь дальше, Таси натыкается на гуля, который узнаёт её и называет по имени — это один из коллег по имени Леон, который тут же устраивает охоту на бывшую спутницу. В процессе преследования она пытается спасти от пыток ещё одного найденного члена экспедиции Ричарда, но убивает его в приступе ярости, когда тот предаёт её и хочет оставить умирать вместо себя.
Таси может активировать портал, чтобы перебраться в деревню, но у неё начинаются схватки из-за стресса во время путешествия. Продолжая идти, она встречает другую участницу группы, Ясмин, которая уже почти превратилась в гуля. Ясмин признаётся, что потеряла контроль над собой, убив всех жителей деревни, и предупреждает Таси, чтобы та убегала от неё. Вовремя прибывший доктор Метцир пристреливает Ясмин в процессе нападения. Он принимает роды, но похищает дочь, названную Амари, утверждая, что девочка необходима, чтобы отменить наложенное на экспедицию проклятие гулей. Таси из последних сил преследует доктора, который использует отобранный амулет странника, чтобы переместиться в мир Строителей Врат.
Во время погони Таси восстанавливает свои воспоминания. Вскоре после авиакатастрофы к месту крушения явилась Императрица Тиана, желающая стать матерью, так как неизвестный недуг сделал её бесплодной. Она дала Таси тот самый амулет странника и обещала спасти группу в обмен на новорожденного ребёнка. Все ещё травмированная потерей своей первой дочери, Таси отказалась от сделки. Тогда Тиана под предлогом лечения от ран и восстановления сил предложила всем участникам экспедиции напиться из особого источника, после чего те начали постепенно превращаться в гулей, покорных её власти. Однако, Таси сбежала и спряталась в фюзеляже разбитого самолёта.
Таси настигает доктора Метцира и в гневе убивает его. Императрица предупреждает, что её дочь обречена на ту же участь, что и первый ребёнок. Она предлагает оставить Амари в комплексе, поскольку обладает запасом витае, чтобы подавлять болезнь девочки и позволять ей жить полноценной жизнью. Таси предоставлен выбор: оставить Амари, расправиться с Императрицей или бежать вместе с дочерью. Игра имеет несколько концовок, в зависимости от выбора игрока и особенностей прохождения.
- Если Таси оставит дочь, Тиана похвалит её за правильный выбор и обратит в гуля, тем самым, избавив её от мучений. В виде монстра та будет бродить по руинам мира Строителей Врат за пределами комплекса, имея лишь остаточные воспоминания об Амари.
- Если Таси заберёт Амари, но попадётся при побеге, то концовка будет идентична предыдущей, за исключением того, что на заставке на фоне финальных титров будет изображена также игрушечная обезьянка, которую главная героиня кладёт в кроватку Амари в предыдущей концовке.
- Если Таси расправится с Императрицей, сделав три инъекции с красной плотью в подающие насосы с витаэ, Императрица погибнет. Однако и Таси, и Амари в итоге поглотит и убьёт Тень.
- Если Таси сбежит с дочерью, активировав портал, они перенесутся в Париж, за пределы досягаемости Императрицы, но так как они заражены, их будущее не определено. У этой концовки есть два подварианта, зависящие от количества "смертей" игрока по ходу прохождения игры: если игрок прошёл игру без нокаутов, то Таси на заставке в финальных титрах будет иметь человеческое обличие, в ином же случае, героиня на заставке будет иметь обличие гуля.

## Разработка

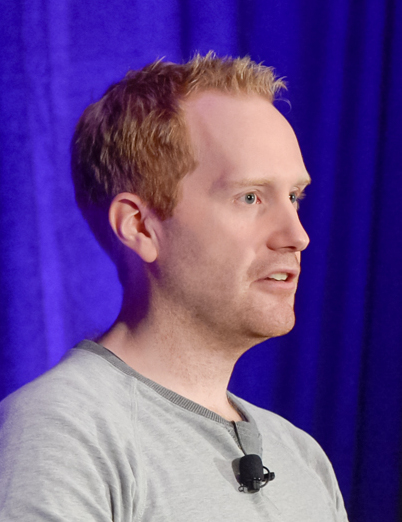
Томас Грип, креативный директор игры и соучредитель Frictional Games

Amnesia: Rebirth разработана Frictional Games. Это их следующая игра в серии Amnesia после The Dark Descent 2010-го года, и ближайшая после выхода SOMA в 2015 году. Во время разработки команда пыталась выявить сильные и слабые стороны The Dark Descent и SOMA. Было решено, что Rebirth лучше придерживаться подхода SOMA с большим акцентом на рассказываемой истории, чем на геймплее. Студия решила вернуться к франшизе Amnesia, так как это сокращало цикл разработки: не пришлось начинать с нуля, дорабатывая устоявшиеся элементы и расширяя историю. Игра не является прямым продолжением The Dark Descent, поэтому не обязательно проходить первую часть для нормального понимания сюжета. Однако Rebirth больше связана с оригинальной игрой, чем с сиквелом Amnesia: A Machine for Pigs, разработанным сторонней компанией The Chinese Room.
По словам креативного директора Томаса Грипа, игра исследует идею выживания. Вместо того, чтобы полагаться на краткосрочные страхи, команда посчитала, что главная тема и повествование должны быть тем, что само по себе давит на человека. Разработчики выбрали пустыню в качестве основного места действия, чтобы разнообразить среду и позволить игрокам оценить созерцательные моменты, которые можно противопоставить эпизодам нахождения в тёмном замкнутом пространстве с подхлёстывающим чувством страха. Книга Skeletons on the Zahara послужила основным источником вдохновения. Опираясь на опыт при создании SOMA, историю в Rebirth так же неторопливо разворачивают по мере прохождения. В этом отличие от первой игры, где та полностью сосредоточена на прошлых событиях и подаётся, в основном, через записки.
Frictional Games анонсировали Rebirth 6 марта 2020 года. Игра вышла для Windows, Linux и PlayStation 4 20 октября 2020 года, 22 октября 2021 года для Amazon Luna, 20 октября 2022 года для Xbox One и Xbox Series X/S. В январе 2025 года издатель Abylight Studios объявил о сотрудничестве с Frictional Games с целью перенести три их последних игры (SOMA, Amnesia: Rebirth и Amnesia: The Bunker) на Nintendo Switch.

## Отзывы критиков
| Сводный рейтинг       | Сводный рейтинг        |
| Агрегатор             | Оценка                 |
| --------------------- | ---------------------- |
| Metacritic            | PC: 80/100 PS4: 75/100 |
| Иноязычные издания    |                        |
| Издание               | Оценка                 |
| Game Informer         | 7,5/10                 |
| GameSpot              | 8/10                   |
| GamesRadar+           | 4,5/5                  |
| IGN                   | 8/10                   |
| PC Gamer (US)         | 91/100                 |
| USgamer               | 4,5/5                  |
| Русскоязычные издания |                        |
| Издание               | Оценка                 |
| 3DNews                | 8,5/10                 |
| Riot Pixels           | 70/100                 |
| StopGame.ru           | Похвально              |
| «Игромания»           | [ 22 ]                 |
| «Игры Mail.ru»        | 7,5/10                 |
| «Канобу»              | 8/10                   |

На агрегаторе рецензий Metacritic версии игры для PC и для PlayStation 4 получили преимущественно положительные отзывы с оценкой 80/100 от 54 рецензентов и оценкой 75/100 от 31 рецензента, соответственно.